# Діш (Техас)
Діш (англ. Dish) — місто (англ. town) в США, в окрузі Дентон штату Техас. Населення — 437 осіб (2020).

## Географія
Діш розташований за координатами 33°7′43″ пн. ш. 97°18′28″ зх. д. / 33.12861° пн. ш. 97.30778° зх. д. (33.128665, -97.307877).  За даними Бюро перепису населення США в 2010 році місто мало площу 4,22 км², з яких 4,21 км² — суходіл та 0,01 км² — водойми.

## Демографія
Згідно з переписом 2010 року, у місті мешкала 201 особа в 67 домогосподарствах у складі 55 родин. Густота населення становила 48 осіб/км².  Було 71 помешкання (17/км²).
Расовий склад населення:
| - 94,5 % — білих - 1,0 % — чорних або афроамериканців - 0,5 % — азіатів - 2,0 % — осіб інших рас |

До двох чи більше рас належало 2,0 %. Частка іспаномовних становила 3,5 % від усіх жителів.
За віковим діапазоном населення розподілялося таким чином: 24,4 % — особи молодші 18 років, 64,7 % — особи у віці 18—64 років, 10,9 % — особи у віці 65 років та старші. Медіана віку мешканця становила 36,3 року. На 100 осіб жіночої статі у місті припадало 105,1 чоловіків;  на 100 жінок у віці від 18 років та старших — 97,4 чоловіків також старших 18 років.
Середній дохід на одне домашнє господарство  становив 84 550 доларів США (медіана — 61 071), а середній дохід на одну сім'ю — 85 737 доларів (медіана — 61 500). За межею бідності перебувало 3,5 % осіб, у тому числі 9,1 % дітей у віці до 18 років та 0,0 % осіб у віці 65 років та старших.
Цивільне працевлаштоване населення становило 134 особи. Основні галузі зайнятості: освіта, охорона здоров'я та соціальна допомога — 17,9 %, транспорт — 14,9 %, роздрібна торгівля — 14,9 %.